# 希蘭·恩尼

希蘭·恩尼(Samuel Hnanyine，1984年3月1日—)，大溪地足球員，師任前鋒，目前效力當地頂級聯賽球隊AS龍隊。他於2013年首度入選大溪地國家隊，並在同年3月22日對所羅門群島的賽事中首次上陣。隨後，他又隨隊參與洲際國家盃，並在對烏拉圭的分組賽中正選上陣88分鐘。